# Abdelhakim Omrani
Abdelhakim Omrani (* 18. Februar 1991 in Freyming-Merlebach) ist ein französischer ehemaliger Fußballspieler mit algerischen Wurzeln.

## Karriere

### Verein
Omrani wurde 1991 im Département Moselle im Nordosten Frankreichs geboren. Er hat algerische Wurzeln. 1997 begann er bei seinem Heimatverein Stade Olympique de Merlebach mit dem Fußballspielen. Über die benachbarten Vereine FC Metz und AS Nancy kam er 2007 in die Jugendabteilung des RC Lens.
Bereits im Alter von 17 Jahren spielte er erstmals für die zweite Mannschaft von Lens in der vierten französischen Liga. Am 9. März 2009 debütierte Omrani für die erste Mannschaft in der Ligue 2. Im Spiel gegen SCO Angers wurde er in der 72. Minute für Dejan Milovanović eingewechselt. Vier Tage später kam er auch gegen AC Ajaccio zum Einsatz. Nach dem Aufstieg in die Ligue 1 kam Omrani in der folgenden Spielzeit 2009/10 zu keiner weiteren Profi-Partie, spielte aber weiter regelmäßig für die zweite Mannschaft. Am 22. Januar 2011 feierte er dann beim 2:0-Erfolg über SM Caen sein Debüt in der französischen Eliteliga. In der Saison 2010/11 folgte noch ein weiteres Spiel. Am Ende der Saison musste der RC Lens jedoch den Gang in die Ligue 2 antreten.
Zu Beginn der Saison 2011/12 absolvierte Omrani ein Probetraining beim FC Bayern München. Bei einem Testspiel der zweiten Mannschaft überzeugte er mit einem Treffer und zwei Torvorlagen. Ein Wechsel nach München zerschlug sich jedoch. Auch ein Wechsel zu Newcastle United kam Ende 2011 nach einem Probetraining nicht zu Stande. Ende Januar 2012 verließ Omrani den RC Lens. Nach längerer Vereinslosigkeit schloss sich Omrani im September 2012 Le Mans FC an, wo er zunächst in der zweiten Mannschaft spielte. Ab Februar 2013 wurde er dann auch bei Spielen der ersten Mannschaft in der Ligue 2 eingesetzt. Am Ende der Saison wurde der Verein zwangsversetzt in die sechstklassige Division d’Honneur.
Es folgten weitere Stationen bei Olympique Nîmes, Chamois Niort und CS Sedan, ehe er im Juli 2017 nach England zu Oldham Athletic in die viertklassige League Two wechselte. Aber nur ein Jahr später schloss er sich dem belgischen Drittligisten Royal Excelsior Virton an. Doch schon in der Winterpause 2018/19 ging er ohne ein einziges Spiel weiter nach Rumänien zum FC Dunărea Călărași in die Liga II. Hier wurde sein Vertrag im Sommer 2019 nicht verlängert und Omrani war seitdem vereinslos.
Am 10. Januar 2020 gab der luxemburgische Erstligist RFC Union Luxemburg die Verpflichtung des Mittelfeldspieler  bekannt. Am Ende der Saison 2021/22 gewann er dann den nationalen Pokal durch einen 3:2-Finalsieg über den F91 Düdelingen. Im Sommer 2023 verließ Omrani den Verein wieder mit unbekanntem Ziel.

### Nationalmannschaft
Am 12. Oktober 2009 absolvierte Omrani eine Partie für die französische U19-Nationalmannschaft. Bei der 0:1-Testspielniederlage in Bevern gegen Belgien wurde
er in der 66. Minute durch Francis Coquelin ersetzt.

## Erfolge
- Luxemburgischer Pokalsieger: 2022

## Sonstige
Sein jüngerer Bruder Billel (* 1993) ist ebenfalls Profifußballer und war u. a. für Olympique Marseille, AC Arles-Avignon und den CFR Cluj aktiv.